# يوشع بن نون
يَشُوعُ بْنُ نُونٍ (عند المسيحيين) أو  يُوشَعُ بْنُ نُونٍ (عند المسلمين) يقال أنه نبي من أنبياء الله (יְהוֹשֻׁעַ يِهُوشُوَّع بالعبرية) هو شخصية في العهد القديم المذكور في سفر يشوع. إذا كان يشوع شخصية تاريخية، لكان عاش بين القرنين ال13 ق م وال12 ق م. اسمه يشوع بن نون بن إفرايم بن يوسف بن يعقوب بن إسحاق بن إبراهيم وكان قائد بني إسرائيل بعد موت موسى.
وقد ذُكِر يوشع بن نون في التوراة على أن موسى عينه بأمر الرب ليخلفه في شعب إسرائيل، فقد ورد في سفر العدد الإصحاح 27 : فَكَلَّمَ مُوسَى الرَّبِّ قَائِلاً: «لِيُوَكِّلِ الرَّبُّ إِلهُ أَرْوَاحِ جَمِيعِ الْبَشَرِ رَجُلاً عَلَى الْجَمَاعَةِ، يَخْرُجُ أَمَامَهُمْ وَيَدْخُلُ أَمَامَهُمْ وَيُخْرِجُهُمْ وَيُدْخِلُهُمْ، لِكَيْلاَ تَكُونَ جَمَاعَةُ الرَّبِّ كَالْغَنَمِ الَّتِي لاَ رَاعِيَ لَهَا». فَقَالَ الرَّبُّ لِمُوسَى: «خُذْ يَشُوعَ بْنَ نُونَ، رَجُلاً فِيهِ رُوحٌ، وَضَعْ يَدَكَ عَلَيْهِ، وَأَوْقِفْهُ قُدَّامَ أَلِعَازَارَ الْكَاهِنِ وَقُدَّامَ كُلِّ الْجَمَاعَةِ، وَأَوْصِهِ أَمَامَ أَعْيُنِهِمْ. وَاجْعَلْ مِنْ هَيْبَتِكَ عَلَيْهِ لِيَسْمَعَ لَهُ كُلُّ جَمَاعَةِ بني اسرائيل.

## نسبه
فهو يوشع بن نون بن أفراهيم بن يوسف بن يعقوب بن إسحاق بن إبراهيم الخليل، وأهل الكتاب يقولون أن يوشع هو ابن عم النبي هود.

## في اليهودية

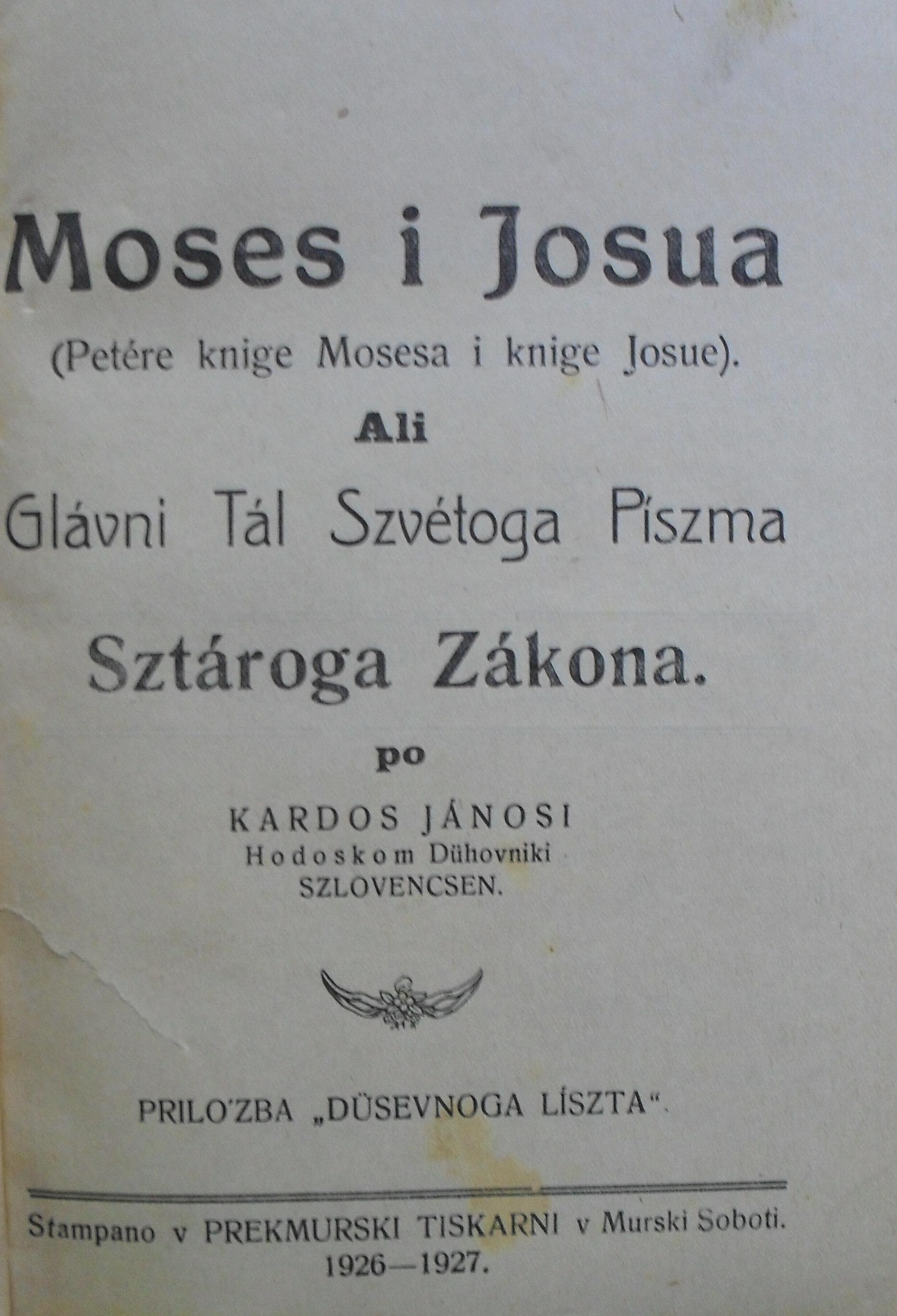
كتاب موسى ويوشع

وهو الذي خرج ببني إسرائيل من التيه ودخل بهم بيت المقدس (القدس) بعد حصار وقتال وعندما صار النصر قاب قوسين أو أدنى كان وقت العصر قد أزف واليوم كان يوم الجمعة واليوم التالي هو يوم السبت (وهو اليوم الذي حرم فيه الله على اليهود العمل، وإن دخل عليهم المغيب لدخل بغياب الشمس يوم السبت، فلا يتمكنون معه من القتال فنظر إلى الشمس ودعا ربه بأن لاتغيب حتى يتم استثمار الهجوم والنصر، وبقدرة الله كان له ذلك.
ويقع قبر وضريح النبي يوشع بن نون في مقبرة الشيخ معروف في جانب الكرخ من بغداد، ويوجد مقام لهُ في ضواحي مدينة السلط بغرب الأردن يعرف باسم «النبي يوشع».

## في المسيحية

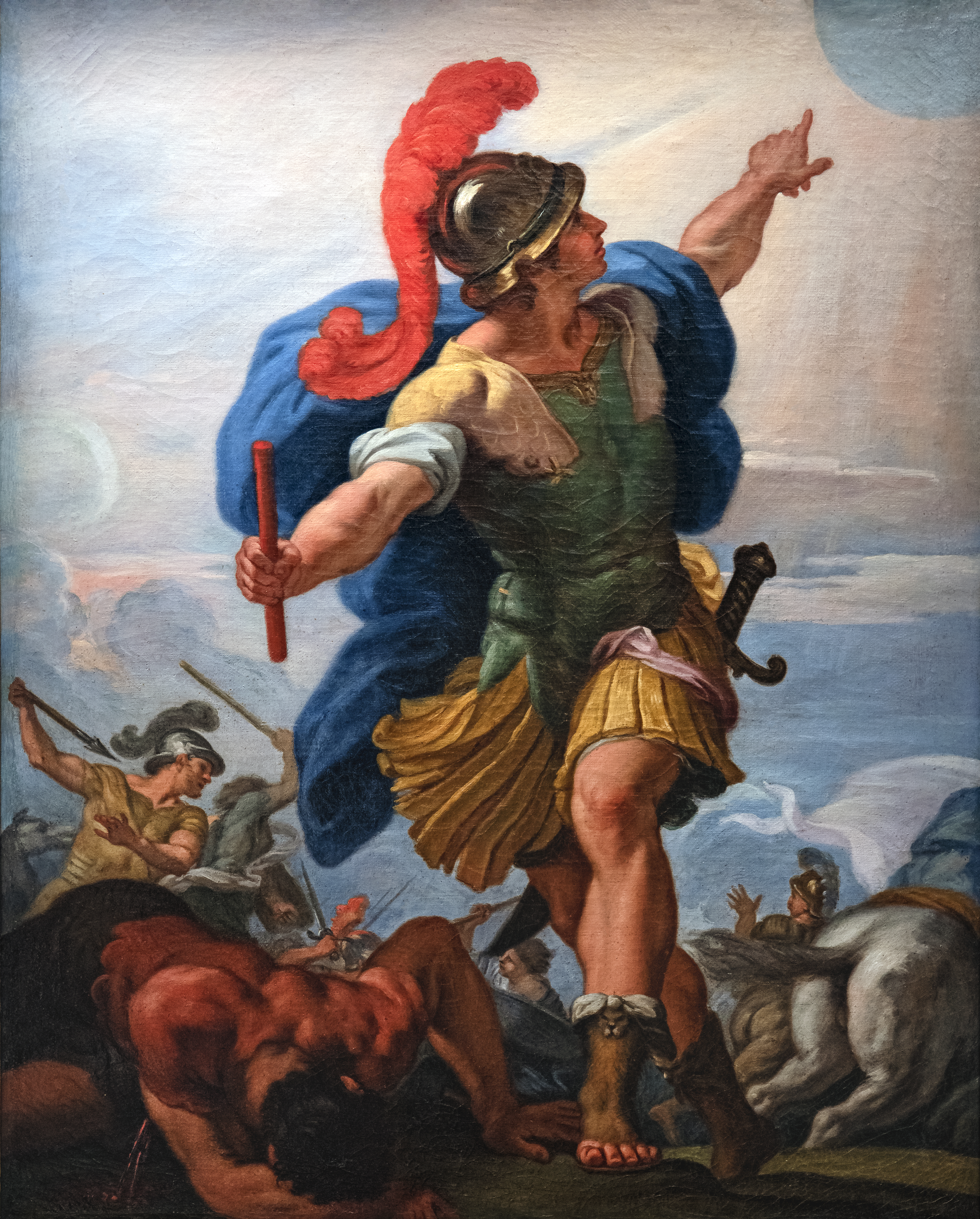
يوشع بريشة كارلو ماراتا.

تُترجم معظم نسخ الكتاب المقدس الحديثة في الرسالة إلى العبرانيين «أَنَّهُ لَوْ كَانَ يَشُوعُ قَدْ أَرَاحَهُمْ لَمَا تَكَلَّمَ بَعْدَ ذلِكَ عَنْ يَوْمٍ آخَرَ»، لتعريف يسوع بأنه يُوشع أفضل، حيث قاد يشوع بني إسرائيل إلى بقية كنعان، في حين يقود يسوع شعب الله إلى «راحة الله». من بين آباء الكنيسة الأوائل، يُعتبر يوشع تيبولوجيا من يسوع.
قصة يوشع والملوك الكنعانيون مذكور أيضًا في سفر مقابيان الثاني، وهو سفر قانوني في كنيسة التوحيد الأرثوذكسية الإثيوبية.

## قيادة بني إسرائيل
بعد وفاة موسى تسلم يوشع زمام قيادة الأُمة، وأصبح قائداً لبني إسرائيل طوال الحقبة التي تم فيها الاستيلاء على معظم أرض كنعان. لقد استطاع يوشع وهو ما زال في سهل موآب، أَن يجند قواته ويجهزها وينظمها لخوض المعارك التي اشتدت بعد أن اجتاز نهر الأُردن؛ لقد نشبت ثلاث معارك: واحدة في المنطقة الشمالية، وأُخرى في المنطقة الوسطى، وثالثة في المنطقة الجنوبية، أسفرت كلها عن انتصار العبرانيين. وقد ورد وصف هذه المعارك بصورة إجمالية. وما لبث يوشع بعد هذه المعارك الأولية أن قسم الأرض بين مختلف أسباط إِسرائيل، ثم ألقى كلمة فيهم حثهم فيها على المثابرة على طاعة الله. وحذرهم من الغواية والضلال. ثم مات بعد أن طعن في السن، ودفن في أرض كنعان.
في هذا الكتاب أظهر يوشع، بوحي من الروح القدس، أن الله يفي بكل وعد يقطعه على نفسه. وفيه أيضاً نرى العبرانيين يدخلون الأرض ليمتلكوها بعد أن فسد أهلها وارتكبوا كل الموبقات والرجاسات، من عبادة أصنام وتقديم ذبائح بشرية لها، غير أن دخولهم إِليها لم يكن تلقائيّاً إِذ طلب إليهم الرب أن يخوضوا حروبا ضارية قبل أن يدخلوها، لأن الرب أراد أن يدين خطيئة الشعوب، ممالك أرض كنعان، فسخر شعب بني إسرائيل لتنفيذ قضائه.
مطلع سفر يوشع
كان بعد موت موسى عبد الرب أن الرب كلّم يوشع بن نون خادم موسى قائلا. موسى عبدي قد مات. فالآن قم اعبر هذا الأردن أنت وكل هذا الشعب إلى الأرض التي انا معطيها لهم أي لبني إسرائيل. كل موضع تدوسه بطون أقدامكم لكم أعطيته كما كلمت موسى. من البرية ولبنان هذا إلى النهر الكبير نهر الفرات جميع أرض الحثّيين وإلى البحر الكبير نحو مغرب الشمس يكون تخمكم. لا يقف إنسان في وجهك كل أيام حياتك. كما كنت مع موسى أكون معك. لا أهملك ولا أتركك. تشدد وتشجع. لأنك أنت تقسم لهذا الشعب الأرض التي حلفت لآبائهم أن أعطيهم. انما كن متشددا وتشجع جدا لكي تتحفظ للعمل حسب كل الشريعة التي أمرك بها موسى عبدي. لا تمل عنها يمينا ولا شمالا لكي تفلح حيثما تذهب. لا يبرح سفر هذه الشريعة من فمك. بل تلهج فيه نهارا وليلا لكي تتحفظ للعمل حسب كل ما هو مكتوب فيه. لانك حينئذ تصلح طريقك وحينئذ تفلح. أما أمرتك. تشدد وتشجّع. لا ترهب ولا ترتعب لان الرب الهك معك حيثما تذهب
فأمر يوشع عرفاء الشعب قائلا جوزوا في وسط المحلّة وأمروا الشعب قائلين. هيّئوا لانفسكم زادا لأنكم بعد ثلاثة أيام تعبرون الأردن هذا لكي تدخلوا فتمتلكوا الأرض التي يعطيكم الرب إلهكم لتمتلكوها. ثم كلم يوشع الرأوبينيين والجاديين ونصف سبط منسّى قائلا اذكروا الكلام الذي أمركم به موسى عبد الرب قائلا. الرب الهكم قد اراحكم واعطاكم هذه الأرض. نساؤكم واطفالكم ومواشيكم تلبث في الأرض التي اعطاكم موسى في عبر الأردن وانتم تعبرون متجهزين امام اخوتكم كل الأبطال ذوي البأس وتعينونهم حتى يريح الرب اخوتكم مثلكم ويمتلكوا هم أيضا الأرض التي يعطيهم الرب الهكم ثم ترجعون إلى أرض ميراثكم وتمتلكونها التي اعطاكم موسى عبد الرب في عبر الأردن نحو شروق الشمس. فاجابوا يوشع قائلين. كل ما أمرتنا به نعمله وحيثما ترسلنا نذهب. حسب كل ما سمعنا لموسى نسمع لك. إنما الرب إلهك يكون معك كما كان مع موسى. كل إنسان يعصى قولك ولا يسمع كلامك في كل ما تأمره به يقتل. انما كن متشددا وتشجّع.

## ذكره في الكتاب المقدس
- يشوع 1: 1-18

المواضع التي ذكر فيها يشوع في الكتاب المقدس:
خروج 17: 10 ففعل يشوع كما قال له موسى ليحارب عماليق. واما موسى وهرون وحور فصعدوا على رأس التلّة
- خروج 17: 13 فهزم يشوع عماليق وقومه بحد السيف
- خروج 17: 14 فقال الرب لموسى اكتب هذا تذكارا في الكتاب وضعه في مسامع يشوع. فاني سوف امحو ذكر عماليق من تحت السماء
- خروج 32: 17 وسمع يشوع صوت الشعب في هتافه. فقال لموسى صوت قتال في المحلّة
- خروج 33: 11 ويكلم الرب موسى وجها لوجه كما يكلم الرجل صاحبه. وإذا رجع موسى إلى المحلّة كان خادمه يشوع بن نون الغلام لا يبرح من داخل الخيمة
- عدد 11: 28 فاجاب يشوع بن نون خادم موسى من حداثته وقال يا سيدي موسى اردعهما
- عدد 13: 16 هذه أسماء الرجال الذين ارسلهم موسى ليتجسّسوا الأرض. ودعا موسى هوشع بن نون يشوع
- عدد 14: 38 واما يشوع بن نون وكالب بن يفنّة من أولئك الرجال الذين ذهبوا ليتجسّسوا الأرض فعاشا
- عدد 27: 18 فقال الرب لموسى خذ يشوع بن نون رجلا فيه روح وضع يدك عليه
- عدد 27: 22 ففعل موسى كما امره الرب. أخذ يشوع واوقفه قدام العازار الكاهن وقدام كل الجماعة
- تثنية 1: 38 يشوع بن نون الواقف امامك هو يدخل إلى هناك. شدّده لانه هو يقسمها لإسرائيل
- تثنية 3: 21 وأمرت يشوع في ذلك الوقت قائلا. عيناك قد ابصرتا كل ما فعل الرب الهكم بهذين الملكين. هكذا يفعل الرب بجميع الممالك التي أنت عابر إليها
- تثنية 3: 28 واما يشوع فاوصه وشدده وشجعه لانه هو يعبر امام هذا الشعب وهو يقسم لهم الأرض التي تراها
- تثنية 31: 3 الرب الهك هو عابر قدامك. هو يبيد هؤلاء الأمم من قدامك فترثهم. يشوع عابر قدامك كما قال الرب
- تثنية 31: 7 فدعا موسى يشوع وقال له امام اعين جميع إسرائيل. تشدد وتشجع لانك أنت تدخل مع هذا الشعب الأرض التي اقسم الرب لآبائهم ان يعطيهم اياها وأنت تقسمها لهم
- تثنية 31: 14 وقال الرب لموسى هوذا أيامك قد قربت لكي تموت. ادع يشوع وقفا في خيمة الاجتماع لكي اوصيه. فانطلق موسى ويشوع ووقفا في خيمة الاجتماع
- تثنية 31: 23 واوصى يشوع بن نون وقال تشدد وتشجع لانك أنت تدخل ببني إسرائيل الأرض التي اقسمت لهم عنها وانا اكون معك
- قضاة 1: 1 وكان بعد موت يشوع ان بني إسرائيل سألوا الرب قائلين من منّا يصعد إلى الكنعانيين أولا لمحاربتهم
- قضاة 2: 6 وصرف يشوع الشعب فذهب بنو إسرائيل كل واحد إلى ملكه لاجل امتلاك الأرض
- قضاة 2: 7 وعبد الشعب الرب كل أيام يشوع وكل أيام الشيوخ الذين طالت أيامهم بعد يشوع الذين رؤوا كل عمل الرب العظيم الذي عمل لإسرائيل
- قضاة 2: 8 ومات يشوع بن نون عبد الرب ابن مئة وعشر سنين
- قضاة 2: 21 فانا أيضا لا اعود اطرد إنسانا من امامهم من الأمم الذين تركهم يشوع عند موته
- قضاة 2: 23 فترك الرب أولئك الأمم ولم يطردهم سريعا ولم يدفعهم بيد يشوع
- 1 ملوك 16: 34 في أيامه بنى حيئيل البيتئيلي اريحا. بابيرام بكره وضع أساسها وبسجوب صغيره نصب أبوابها حسب كلام الرب الذي تكلم به عن يد يشوع بن نون
- 2 ملوك 23: 8 وجاء بجميع الكهنة من مدن يهوذا ونجس المرتفعات حيث كان الكهنة يوقدون من جبع إلى بئر سبع وهدم مرتفعات الأبواب التي عند مدخل باب يشوع رئيس المدينة التي عن اليسار في باب المدينة
- عزرا 2: 2 الذين جاءوا مع زربابل يشوع نحميا سرايا رعلايا مردخاي بلشان مسفار بغواي رحوم بعنة. عدد رجال شعب إسرائيل
- عزرا 2: 6 بنو فحث موآب من بني يشوع ويوآب الفان وثمان مئة واثنا عشر
- عزرا 2: 36 اما الكهنة فبنو يدعيا من بيت يشوع تسع مئة وثلاثة وسبعون
- عزرا 2: 40 اما اللاويون فبنو يشوع وقدميئيل من بني هودويا أربعة وسبعون
- عزرا 3: 2 وقام يشوع بن يوصاداق واخوته الكهنة وزربابل بن شألتئيل واخوته وبنوا مذبح اله إسرائيل ليصعدوا عليه محرقات كما هو مكتوب في شريعة موسى رجل الله
- عزرا 3: 9 ووقف يشوع مع بنيه واخوته قدميئيل وبنيه بني يهوذا معا للمناظرة على عاملي الشغل في بيت الله وبني حيناداد مع بنيهم واخوتهم اللاويين
- عزرا 8: 33 وفي اليوم الرابع وزنت الفضة والذهب والآنية في بيت الهنا على يد مريموث بن اوريا الكاهن ومعه العازار بن فينحاس ومعهما يوزاباد بن يشوع ونوعديا بن بنّوي اللاويان
- عزرا 10: 18 فوجد بين بني الكهنة من اتخذ نساء غريبة. فمن بني يشوع بن يوصاداق واخوته معشيا واليعزر وياريب وجدليا
- نحميا 3: 19 ورمم بجانبه عازر بن يشوع رئيس المصفاة قسما ثانيا من مقابل مصعد بيت السلاح عند الزاوية
- نحميا 7: 7 الذين جاءوا مع زربابل يشوع نحميا عزريا رعميا نحماني مردخاي بلشان مسفارث بغواي نحوم وبعنة. عدد رجال شعب إسرائيل
- نحميا 7: 11 بنو فحث موآب من بني يشوع ويوآب الفان وثمان مئة وثمانية عشر
- نحميا 7: 39 اما الكهنة فبنو يدعيا من بيت يشوع تسع مئة وثلاثة وسبعون
- نحميا 7: 43 اما اللاويون فبنو يشوع لقدميئيل من بني هودويا أربعة وسبعون
- نحميا 8: 17 وعمل كل الجماعة الراجعين من السبي مظال وسكنوا في المظال لانه لم يعمل بنو إسرائيل هكذا من أيام يشوع بن نون إلى ذلك اليوم وكان فرح عظيم جدا
- نحميا 9: 4 ووقف على درج اللاويين يشوع وباني وقدميئيل وشبنيا وبنيّ وشربيا وباني وكناني وصرخوا بصوت عظيم إلى الرب الههم
- نحميا 9: 5 وقال اللاويون يشوع وقدميئيل وباني وحشبنيا وشربيا وهوديا وشبنيا وفتحيا قوموا باركوا الرب الهكم من الازل إلى الابد وليتبارك اسم جلالك المتعالي على كل بركة وتسبيح
- نحميا 10: 9 واللاويون يشوع بن ازنيا وبنوي من بني حيناداد وقدميئيل
- نحميا 11: 26 وفي يشوع ومولادة وبيت فالط
- نحميا 12: 7 وسلو وعاموق وحلقيا ويدعيا. هؤلاء هم رؤوس الكهنة واخوتهم في أيام يشوع
- نحميا 12: 8 واللاويون يشوع وبنوي وقدميئيل وشربيا ويهوذا ومتنيا الذي على التحميد هو واخوته
- نحميا 12: 26 كان هؤلاء في أيام يوياقيم بن يشوع بن يوصاداق وفي أيام نحميا الوالي وعزرا الكاهن الكاتب
- أعمال 7: 45 التي ادخلها أيضا آباؤنا إذ تخلفوا عليها مع يشوع في ملك الأمم الذين طردهم الله من وجه آبائنا إلى أيام داود
- عبرانيين 4: 8 لانه لو كان يشوع قد اراحهم لما تكلم بعد ذلك عن يوم آخر

## وفاته
لما استقرت يد بني إسرائيل على بيت المقدس استمروا فيه وبين أظهرهم نبي الله يوشع يحكم بينهم بكتاب الله التوراة حتى قبضه الله إليه وهو ابن مائة وسبع وعشرين سنة فكان مدة حياته بعد موسى عليه السلام سبعا وعشرين سنة، 
يوجد مقام وضريح للنبي يوشع يقع في الأردن بالقرب من مدينة السلط، ولكن يذكر الخطيب البغدادي أن النبي يوشع مدفون في بغداد في الجانب الغربي بمنطقة الكرخ في مقبرة الشونيزية (وتعرف حالياً بالشالجية ويقع قرب محطة القطار ومقابل مطار المثنى ويعود بناؤه إلى العهد الملكي)، مستندا إلى وصية عبد الله بن أحمد بن حنبل بان يدفن إلى جوار نبي أحب اليه من أن يكون في جوار أبيه. وهذه الوصية تؤكد على وجود النبي يوشع في هذه المنطقة.

## وصلات خارجية
- معلومات عن يوشع بن نون على موقع alnoor-world.com.